# Romeo Depaoli
Romeo Depaoli (Trieste, 2 gennaio 1876 – Trieste, 18 gennaio 1916) è stato un architetto italiano, esponente del art noveau internazionale e del Liberty.

## Biografia
Nacque a Trieste il 2 gennaio 1876 da Giuseppe Depaoli agente di commercio e Luigia Ionke. 
Frequentò nella città natale, tra il 1891 e il 1896, la scuola tecnica di arti e mestieri conseguendo il titolo di disegnatore tecnico. In seguito frequentò il politecnico di Vienna.
Dal 1903 svolse, per una ditta locale la Picciolla e Benedettich, mansioni di capomastro muratore ottenendo la nomina di maestro costruttore; in seguito esercitò con il titolo di costruttore edile autorizzato e diresse varie costruzioni, tutte a Trieste, dal 1904 al 1913, firmando direttamente i progetti. 
Sempre nel 1904 costituì l'impresa di costruzioni Piccin & Depaoli. Il 12 sett. 1901 sposò Cecilia Giorgeri.
Muore a Trieste dopo una lunga malattia il 18 gennaio del 1916

## Opere

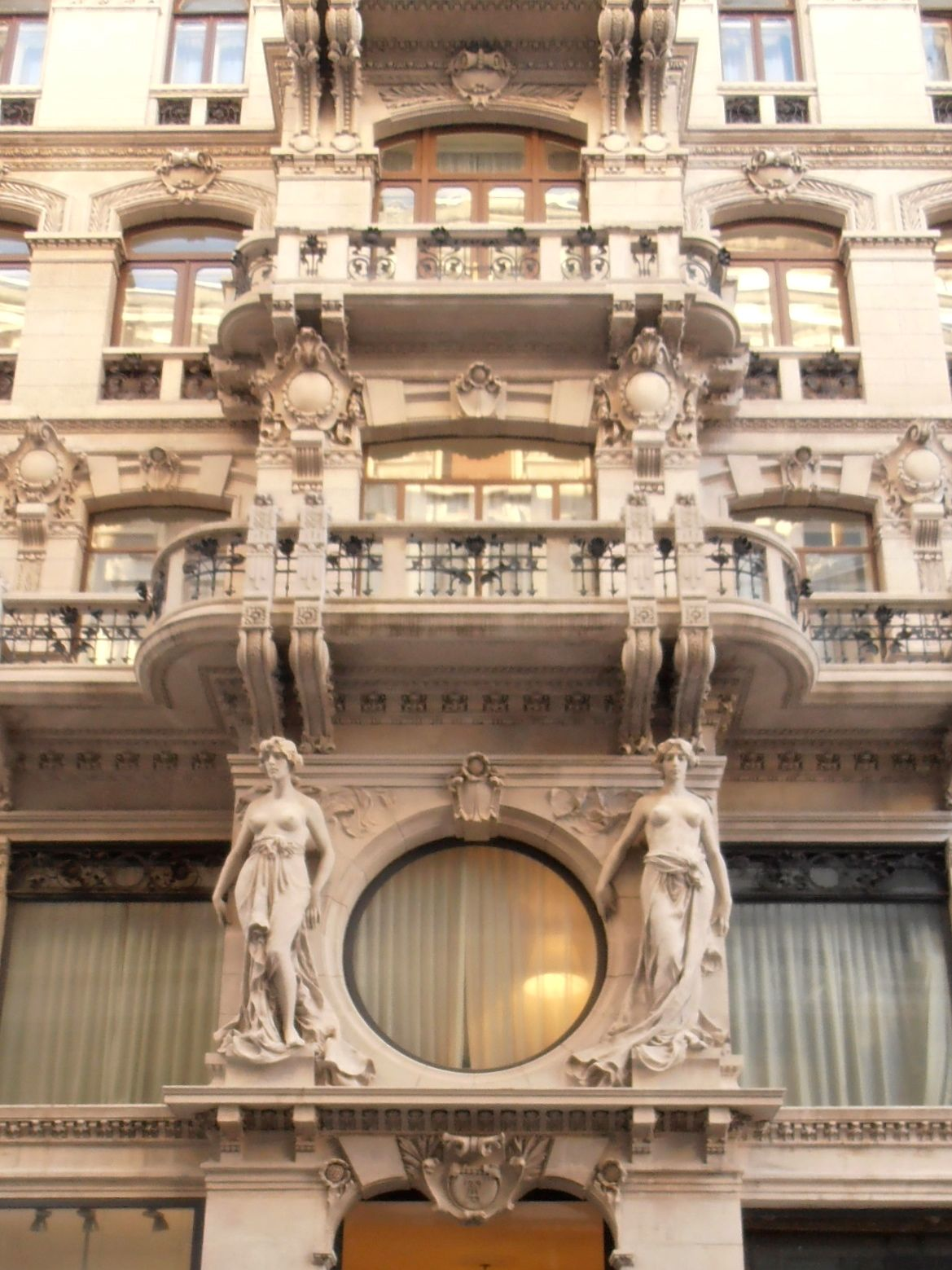
Particolare di casa Terni-Smolars

Depaoli può essere considerato uno dei principali esponenti del liberty a Trieste. Autodidatta, risentì dei modelli del floreale italiano, in particolare lombardo, e della secessione viennese (specie delle opere di Max Fabiani). 
Nei singoli edifici introdusse motivi propri delle diverse correnti, pur senza distaccarsi, nelle strutture di carattere monumentale, dall'impostazione architettonica della fine '800: riuscì così a far convivere componenti di derivazione classica e liberty, inventando quello che fu definito un vero e proprio "lessico depaoliano". 
Già nei primi progetti (1903-1905) propose motivi decorativi di carattere vegetale e di gusto tipicamente fioreale, creando nel contempo giochi chiaroscurali sulle facciate. 
Una notevole purezza formale appare ancora in alcune ville costruite sull'altopiano di Trieste, ma con la progettazione di casa Terni-Smolars (1906) e casa Polacco (1908) Depaoli palesò la sua piena autonomia espressiva. 
La decorazione esuberante, in alcuni momenti quasi di marca eclettica, si impose sulla superficie degli edifici, i quali però a loro volta, assumono un aspetto quasi scenografico, proprio della specifica architettura triestina della fine Ottocento.